# Коростелёво (Лодейнопольский район)
Коростелёво — деревня в Доможировском сельском поселении Лодейнопольского района Ленинградской области.

## История
На карте Санкт-Петербургской губернии Ф. Ф. Шуберта 1834 года упоминается деревня Кореселева.

КОРЕСТЕЛЕВО — село принадлежит Казённому ведомству, число жителей по ревизии: 50 м. п., 69 ж. п.; 

В оном церковь каменная во имя Спасителя Николая Чудотворца. (1838 год)

КОРОСТЕЛЕВО — деревня Ведомства государственного имущества, по просёлочной дороге, число дворов — 27, число душ — 52 м. п. (1856 год)

КОРОСТЕЛЕВО — деревня казённая при реке Ояте, число дворов — 30, число жителей: 63 м. п., 71 ж. п.; Церквей православных две. (1862 год)

Согласно военно-топографической карте Санкт-Петербургской и Новгородской губерний 1863 года деревня называлась Кереселёва.
В конце XIX — начале XX века деревня административно относилась к Доможировской волости 3-го стана Новоладожского уезда Санкт-Петербургской губернии.
По данным «Памятной книжки Санкт-Петербургской губернии» за 1905 год деревня называлась Коростелёво и входила в Фоминское сельское общество.
С 1917 по 1919 год деревня входила в состав Доможировской волости Новоладожского уезда.
С 1919 года в составе Фоминского сельсовета Пашской волости Волховского уезда.
С 1924 года в составе Доможировского сельсовета.

КОРОСТЕЛЁВО — деревня, крестьянских дворов — 16, прочих — 8. Население: мужчин — 49, женщин — 54. (1926 год)

С 1927 года в составе Пашского района. В 1927 году население деревни составляло 103 человека.
Согласно карте Ленинградской области Северо-западного аэрогеодезического треста ГГУ издания 1932 года деревня насчитывала 11 крестьянских дворов.
В административных данных 1933 года деревня названа Коромыслево, она также входила в состав Доможировского сельсовета Пашского района.

Деревня Коростелёво на карте РККА 1940 года

На карте РККА 1940 года деревня Коростелёво обозначена как безымянный населённый пункт к юго-востоку от деревни Фомино.
На 1 января 1950 года в деревне Коростелёво числилось 22 хозяйства и 66 жителей.
С 1955 года в составе Новоладожского района.
В 1958 году население деревни составляло 79 человек.
С 1963 года в составе Волховского района.
По данным 1966 и 1973 годов деревня Коростелёво также входила в состав Доможировского сельсовета Волховского района.
По данным 1990 года деревня Коростелёво входила в состав Доможировского сельсовета Лодейнопольского района.
В 1997 году в деревне Коростелёво Доможировской волости проживали 25 человек, в 2002 году — 19 человек (русские — 95 %).
С 1 января 2006 года в составе Вахновакарского сельского поселения.
В 2007 году в деревне Коростелёво Вахновокарского СП проживали 20, а в 2010 году — 18 человек.
С 2012 года в составе Доможировского сельского поселения.

## География
Деревня расположена в западной части района к северу от автодороги Р21 (E 105) «Кола» (Санкт-Петербург — Петрозаводск — Мурманск).
Расстояние до административного центра поселения — 2 км.
Расстояние до ближайшей железнодорожной станции Оять-Волховстроевский — 4,6 км.
Деревня находится на левом берегу реки Оять.

## Демография
| 1838 | 1862 | 1926 | 1927 | 1950 | 1958 | 1997 |
| ---- | ---- | ---- | ---- | ---- | ---- | ---- |
| 119  | ↗134 | ↘103 | →103 | ↘66  | ↗79  | ↘25  |
| 2007 | 2010 | 2014 | 2017 |      |      |      |
| ↘20  | ↘18  | ↘14  | ↗15  |      |      |      |

### Национальный состав
Согласно данным Всероссийской переписи населения 2021 года в деревне проживали 10 человек, из них:
 русские — 7 человек, остальные национальность не указали.

## Инфраструктура
По данным администрации Доможировского сельского поселения:
- на 1 января 2014 года в деревне было зарегистрировано 6 домохозяйств и 19 жителей[27].
- на 1 января 2021 года в деревне было зарегистрировано 4 домохозяйства и 10 жителей[28].